# Jahrgang 45
Pour plus de détails, voir Fiche technique et Distribution.
Jahrgang 45 est un film de la DEFA réalisé par Jürgen Böttcher en 1966. Seul long métrage de Böttcher, le film est bloqué par la censure est-allemande avant d'être terminé ; il n'est projeté pour la première fois qu'en 1990, lors du 40e Festival du film de Berlin. 

## Synopsis
L'infirmière Li et le mécanicien automobile de 23 ans, Al, sont mariés mais vivent séparés. Al se sent limité par « l'adulte » Li dans son besoin de liberté et demande le divorce. Les avocats spécialisés en divorce leur donnent à tous les deux six semaines pour y réfléchir.
Al, qui a encore quatre jours de vacances, déménage de l'appartement partagé dans un ancien immeuble de Prenzlauer Berg, tout d'abord dans un ancien bar à musique et plus tard chez sa mère. Il rencontre son ancienne petite amie Rita. Cependant, ses amis lui conseillent de ne pas abandonner Li car il ne retrouverait plus jamais une femme comme ça. Pendant ce temps, Li en a assez des caprices d'Al et va danser avec des amis. Jalousement, il la suit jusqu'au bar, mais refuse de danser avec elle.  
Al retourne plus tôt au travail où le directeur le convoque car il a appris le divorce imminent. Al l'accuse de ne pas l'avoir empêché de se marier si tôt il y a deux ans, et au contraire de l'avoir encouragé. Le divorce est uniquement son affaire privée, les avocats du divorce lui ayant déjà donné suffisamment de sermons moraux.
Avec des amis, Al visite un chantier où sont construits des hauts immeubles. Un de ses amis emménagera dans l'un de ces appartements avec sa petite amie. Al voit l'affection du couple. Il rend visite à Li à l'hôpital lorsqu'elle montre aux jeunes pères leurs nouveau-nés. Après qu'elle a terminé son travail, ils roulent dans la campagne et regardent l'un de ces chantiers de loin.

## Fiche technique
- Titre original : Jahrgang 45
- Réalisateur : Jürgen Böttcher
- Scénario : Klaus Poche (de), Jürgen Böttcher
- Photographie : Roland Gräf
- Montage : Helga Gentz
- Musique : Wolf Biermann, Henry Purcell
- Sociétés de production : Deutsche Film AG
- Pays de production :  Allemagne de l'Est
- Langue de tournage : allemand
- Format : Noir et blanc - 1,37:1 - 35 mm
- Durée : 94 minutes (1h34)
- Genre : Film dramatique
- Dates de sortie :
  - Allemagne de l'Ouest : 17 février 1990 (Berlinale 1990)
  - Allemagne de l'Est : 11 octobre 1990

## Distribution
- Monika Hildebrand : Lisa, surnommée Li
- Rolf Römer : Alfred, surnommé Al
- Paul Eichbaum : Mogul
- Holger Mahlich (de) : Hans
- Gesine Rosenberg : Rita
- Walter Stolp : Kaderleiter
- Werner Kanitz (de) : Napoleon
- Ingo Koster (de) : Heinz
- Anita Okon : Sylvi
- Ruth Kommerell (de) : la mère
- Richard Ruckheim : Opa
- A. R. Penck : un ami

## Production
Jahrgang 45 et tourné au printemps et à l'été 1966 dans des lieux originaux à Berlin. Les salles de jeux sont basées sur des conceptions du directeur artistique Harry Leupold (de) dans des appartements originaux situés entre autres à Prenzlauer Berg dans le Käthe-Kollwitz-Kiez, dans la Zionskirchstraße et sur la Teutoburger Platz. Le film a été vu pour la première fois en interne en août 1966, les premières scènes ayant été supprimées. Des modifications ont également été apportées par la suite. Le 27  septembre 1966, une première version du film est présentée au directeur du studio Franz Bruk et aux employés du siège du cinéma du ministère de la Culture. Ils ont exprimé leur incompréhension sur ce qui a été montré, qui ne correspondait pas à la jeunesse de la RDA et n'a pas non plus pris de position politique. Le portrait du personnage principal Al a été particulièrement critiqué:
Dans le contexte des décisions de la 11e session plénière du Comité central du SED en 1965 et de la vive critique de HV Film, le film n'a finalement même pas été proposé à l'approbation de l'État. Au lieu de cela, le groupe dramaturge et la direction du studio ont ordonné le stockage du matériel cinématographique.
Le film est achevé en 1990 et sa sortie en salle a lieu le 11 octobre 1990 au  cinéma Babylone à Berlin. Il avait déjà été présenté à la Berlinale en février 1990. En octobre 2005, il participe à la rétrospective DEFA "Rebels With A Cause" au Museum of Modern Art de New York.